# Fred Hechinger
Fred Hechinger ([hɛkɪndʒər]; ur. 2 grudnia 1999 w Nowym Jorku) – amerykański aktor, reżyser i producent filmowy.

## Życiorys
Fred Hachinger urodził się 2 grudnia 1999 roku w Nowym Jorku. Jego rodzicami są Sarah Rozen i Paul Hechinger. Sarah Rozen jest nagradzaną fotoreporterką, a Paul Hechinger pracuje w mediach i dziennikarstwie internetowym. Jego dziadkiem od strony ojca był redaktor dziennika The New York Times, Fred M. Hechinger. Fred ma pochodzenie żydowskie.
Wychowywał się w Upper West Side i uczęszczał do prywatnej szkoły Saint Ann's School w Brooklynie. Jego kolegami z klasy była aktorka Maya Hawke i aktor Lucas Hedges. Za czasów szkolnych Hechinger był reporterem i był członkiem Upright Citizens Brigade, improwizowanej grupy teatralnej.

## Kariera
W 2018 roku Fred wystąpił w pierwszym filmie pt. Ósma klasa. W tym samym roku wystąpił również w filmach Alex Strangelove i Von Lux. Rok później wystąpił w filmie Human Capital, który jest adaptacją książki amerykańskiego pisarza, Stephena Amidona.
W 2020 roku Hechinger wcielił się u boku Toma Hanksa w rolę Johna Calley'a w filmie Nowiny ze świata. Rok później wystąpił w thrillerze psychologicznym Kobieta w oknie. Film został nakręcony przed pandemią COVID-19. W 2021 roku wystąpił w filmie Italian Studies i jest jego koproducentem.
Hechinger wystąpił w trylogii Ulica Strachu, która jest adaptacją książek autorstwa R.L. Stine'a. W trylogii tej wcielił się w Simona Kalivoda. Dużą sławę zyskał dzięki roli w serialu produkcji HBO pt. Biały Lotos, występując w sześciu odcinkach pierwszego sezonu.
W 2024 roku wystąpił w filmie Gladiator II, którego reżyserem był Ridley Scott, Fred wcielił się w fikcyjną wersję rzymskiego cesarza Karakallę. Fred wystąpił również w produkcji należącej do franczyzy Sony’s Spider-Man Universe pt. Kraven Łowca, w którym wcielił się w Kameleona.

## Filmografia

### Filmy
| Rok  | Tytuł                         | Tytuł oryginalny           | Rola                     | Źr.           |
| ---- | ----------------------------- | -------------------------- | ------------------------ | ------------- |
| 2018 | Ósma klasa                    | Eighth Grade               | Trevor                   | [ 7 ]         |
| 2018 | Alex Strangelove              | Alex Strangelove           | Josh                     | [ 7 ]         |
| 2018 | Von Lux                       | Von Lux                    | Aiden                    | [ 7 ]         |
| 2019 | Human Capital                 | Human Capital              | Jamie Manning            | [ 14 ]        |
| 2019 | As They Slept                 | As They Slept              | Alex                     | [ 15 ]        |
| 2020 | Dawid                         | David                      | David                    | [ 16 ] [ 17 ] |
| 2020 | Niech gadają                  | Let Them All Talk          | Fred                     | [ 18 ]        |
| 2020 | Nowiny ze świata              | News of the World          | John Calley              | [ 7 ]         |
| 2021 | Kobieta w oknie               | The Woman in the Window    | Ethan Russell            | [ 7 ]         |
| 2021 | Italian Studies               | Italian Studies            | Matt                     | [ 9 ]         |
| 2021 | Ulica Strachu - część 1: 1994 | Fear Street Part 1: 1994   | Simon Kalivoda           | [ 10 ]        |
| 2021 | Ulica Strachu - część 2: 1978 | Fear Street Part Two: 1978 | Simon Kalivoda           | [ 10 ]        |
| 2021 | Ulica Strachu - część 3: 1666 | Fear Street Part 3: 1666   | Isaac                    | [ 10 ]        |
| 2022 | Bielmo                        | The Pale Blue Eye          | kadet Randolph Ballinger | [ 19 ]        |
| 2022 | Instynkt przetrwania          | Butcher's Crossing         | Will Andrews             | [ 20 ]        |
| 2023 | Hell of a Summer              | Hell of a Summer           | Jason                    | [ 21 ]        |
| 2024 | Miedziaki                     | Nickel Boys                | Harper                   | [ 22 ]        |
| 2024 | Pavements                     | Pavements                  | Bob Nastanovich          | [ 23 ]        |
| 2024 | Thelma                        | Thelma                     | Danny                    | [ 24 ]        |
| 2024 | Gladiator II                  | Gladiator II               | Karakalla                | [ 11 ] [ 12 ] |
| 2024 | Kraven Łowca                  | Kraven the Hunter          | Kameleon                 | [ 13 ]        |

### Seriale
| Rok  | Tytuł           | Tytuł oryginalny         | Rola                  | Źr.           |
| ---- | --------------- | ------------------------ | --------------------- | ------------- |
| 2021 | Kolej podziemna | The Underground Railroad | Młody Arnold Ridgeway | [ 25 ]        |
| 2021 | Biały Lotos     | The White Lotus          | Quinn Mossbacher      | [ 11 ]        |
| 2022 | Pam i Tommy     | Pam & Tommy              | Seth Warshavsky       | [ 26 ]        |
| 2024 | In the Know     | In the Know              | Ginsberg              | [ 27 ] [ 28 ] |

### Teledyski
| Rok  | Piosenka           | Artysta       | Rola          | Uwaga   | Źr.    |
| ---- | ------------------ | ------------- | ------------- | ------- | ------ |
| 2018 | World Class Cinema | Gus Dapperton | Facet od kawy |         | [ 29 ] |
| 2019 | To Love a Boy      | Maya Hawke    | Jimbo         |         | [ 30 ] |
| 2019 | Never Said         | Samia         |               |         | [ 31 ] |
| 2020 | Triptych           | Samia         |               | Reżyser | [ 32 ] |
| 2021 | The Blue Hippo     | Maya Hawke    |               | Reżyser | [ 33 ] |
| 2025 | Pants              | Samia         |               |         | [ 34 ] |

## Nagrody i nominacje
| Rok  | Nagroda       | Kategoria                                                           | Nominowana produkcja | Rezultat  | Źr.    |
| ---- | ------------- | ------------------------------------------------------------------- | -------------------- | --------- | ------ |
| 2021 | Pena de Prata | Best Ensemble in a Limited Series or Anthology Series or TV Special | Kolej podziemna      | Nominacja | [ 35 ] |
| 2021 | Pena de Prata | Best Ensemble in a Limited Series or Anthology Series or TV Special | Biały Lotos          | Wygrana   | [ 35 ] |